# Storia di Wikipedia
Wikipedia è un'enciclopedia online a contenuto libero nata il 15 gennaio 2001. Tra i suoi principi essenziali figurano il "punto di vista neutrale" e il rispetto del copyright. È sostenuta e ospitata dalla Wikimedia Foundation. 

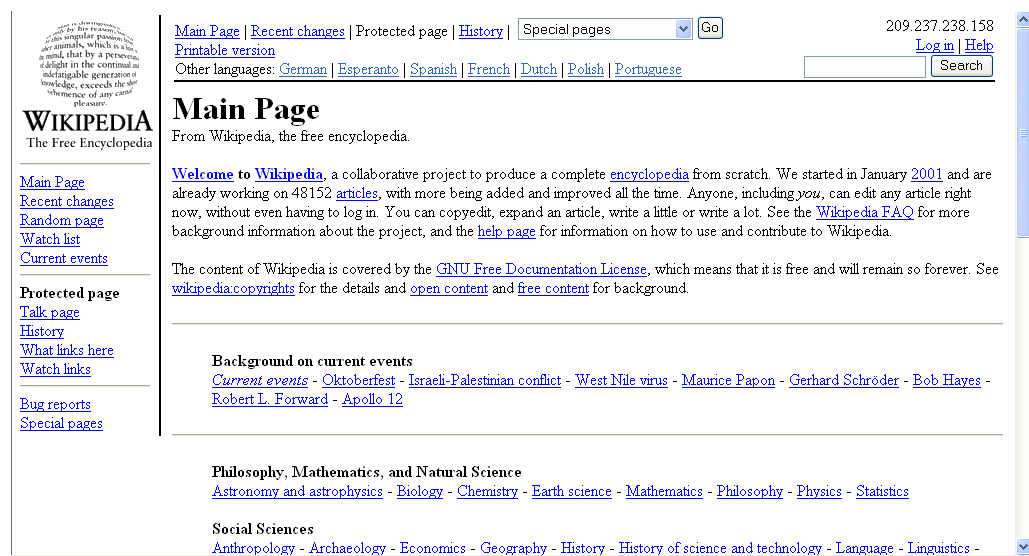
La pagina principale di Wikipedia il 28 settembre 2002

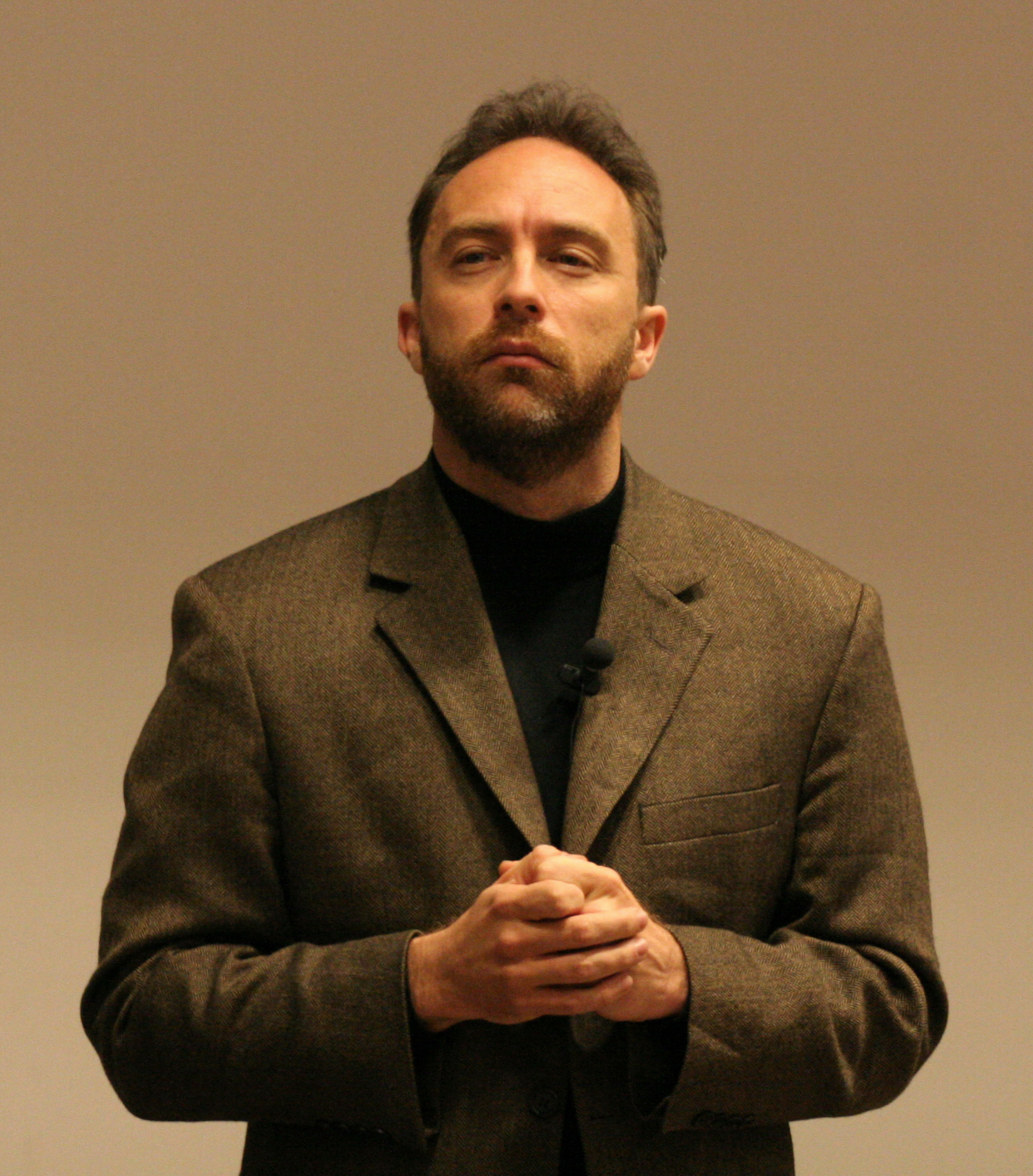
Jimmy Wales, fondatore di Wikipedia e della Wikimedia Foundation nel 2005

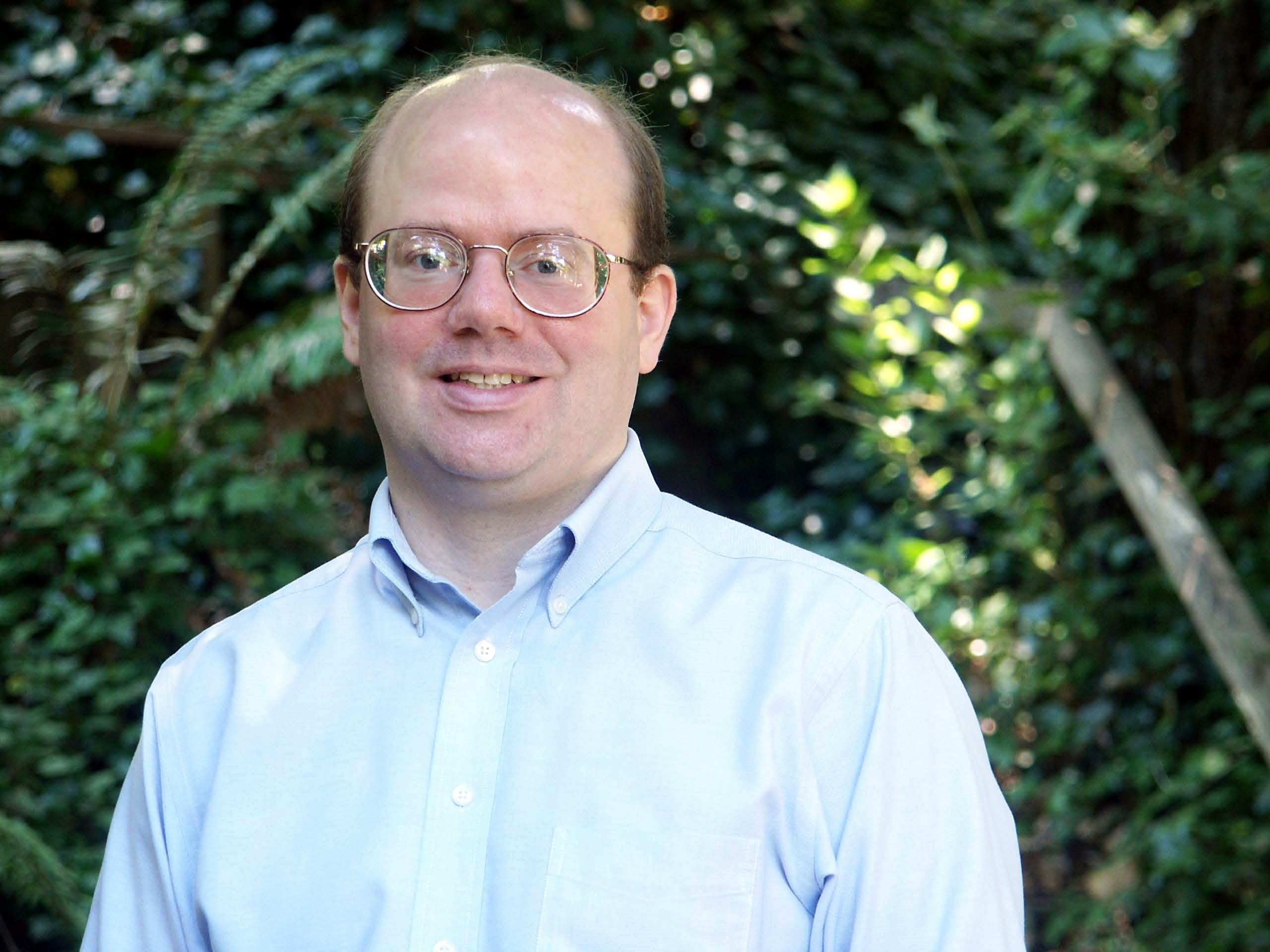
Larry Sanger, caporedattore di Nupedia e cofondatore di Wikipedia nel 2013

## Storia

### Nupedia
Nupedia venne messa online il 9 marzo 2000, all'interno delle pagine della società Bomis, proprietaria dell'omonimo portale di ricerca. A questo ambizioso progetto collaboravano Jimmy Wales, allora CEO della Bomis, e Larry Sanger, in qualità di redattore capo. Sanger sottolineò la diversità di Nupedia dalle enciclopedie già esistenti: il suo era un contenuto aperto e aveva quindi carattere libero, in quanto edito sotto licenza GFDL; si trovava sul web, il che eliminava tutte le limitazioni di spazio tipiche del formato cartaceo; era libera da pregiudizi per la sua natura pubblica e per la base potenzialmente ampia dei suoi collaboratori: tutte queste caratteristiche ne facevano un prodotto del tutto nuovo. Rivoluzionaria risultava poi la commistione tra volontarietà e gratuità dell'opera redazionale, da un lato, e la disponibilità piena degli stessi contenuti da parte dei fruitori, dall'altro.
Le voci di Nupedia venivano prodotte attraverso un processo di revisione delle voci scandito in sette passaggi eseguiti da esperti scelti di varie materie, i quali si dedicavano volontariamente a un minuzioso e intenso lavoro di ricerca. In seguito, ciò venne indicato come il motivo principale della lentezza nello sviluppo del progetto, il quale, al termine della sua esistenza, aveva prodotto solo 24 voci in tre anni. La Bomis inizialmente studiò dei piani per recuperare il suo investimento attraverso l'uso di inserzioni pubblicitarie.
All'inizio Nupedia fu pubblicata sotto la propria licenza Nupedia Open Content, poi sostituita dalla GNU Free Documentation License (già prima della fondazione di Wikipedia) in seguito alle esortazioni di Richard Stallman. Stallman, importante personalità del software libero, a quel punto fece confluire dentro Nupedia un altro progetto di enciclopedia a contenuto libero, GNUpedia, da lui annunciato nel 1999 (anch'esso ancora privo del sistema di produzione wiki). Stallman diede in seguito il proprio sostegno a Wikipedia.

### Wikipedia.com

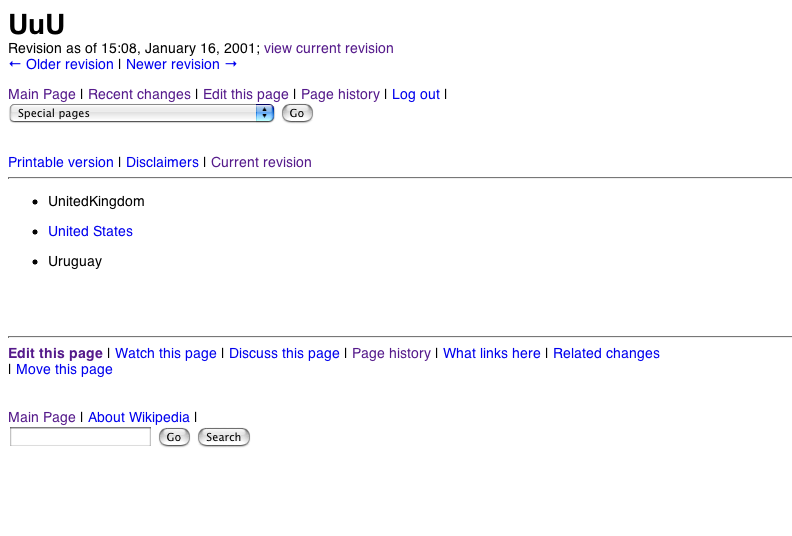
Screenshot del più antico edit di Wikipedia che sia rimasto preservato: si tratta della voce "UuU" (qui visualizzata con la skin Nostalgia)

Per il concetto di wiki Wales e Sanger dichiararono di essersi ispirati ai siti WikiWikiWeb o Portland Pattern Repository di Ward Cunningham. In particolare, Wales affermò di avere per la prima volta conosciuto il wiki da Jeremy Rosenfeld, un impiegato della Bomis che gli mostrò un wiki di Ward Cunningham nel dicembre del 2000. Ma fu dopo che Sanger, nel gennaio 2001, seppe della sua esistenza da Ben Kovitz, un utente regolare di quel wiki, che propose a Wales la creazione di un wiki per Nupedia: con ciò la storia di Wikipedia ebbe inizio.
Formatasi Wikipedia, Wales e Sanger ne risultarono i principali fondatori, anche se, a rigore, Sanger, nel ruolo di redattore capo, era soltanto un dipendente di Wales.
Wikipedia venne formalmente lanciata il 15 gennaio 2001 in lingua inglese, sul sito Wikipedia.com. Già dal 10 gennaio, però, esisteva come servizio di Nupedia.com, per cui il pubblico poteva scrivere delle voci che potevano essere poi incorporate dentro Nupedia a seguito di una revisione. Poiché il consiglio consultivo degli esperti di Nupedia disapprovò il suo modello di produzione delle voci, venne rilanciata come sito web indipendente e a sé stante.
Il lancio di Wikipedia è stato inserito nel 2009 dai Webby Awards tra i 10 momenti più importanti per Internet del decennio (2000-2009).
La sua politica del punto di vista neutrale fu codificata nei primi mesi di vita e ricalcava una politica simile già esistente in Nupedia. Wikipedia guadagnò i primi collaboratori da Nupedia, dagli annunci presenti su Slashdot e dalle indicizzazioni sui motori di ricerca. Alla fine del suo primo anno di esistenza arrivò ad avere esattamente 19.598 voci su 18 edizioni in lingue differenti (quella principale rimaneva quella inglese). Raggiunse 26 edizioni alla fine del 2002, 46 alla fine del 2003 e 161 alla fine del 2004. Nupedia e Wikipedia coesistettero finché i server della prima furono chiusi definitivamente nel 2003 e i suoi testi incorporati in Wikipedia.

### Wikipedia.org e laEnciclopedia Libre
Denunciando la paura per la pubblicità commerciale e illegale e la mancanza di controllo in una Wikipedia percepita come "anglocentrica", gli utenti della edizione di Wikipedia in lingua spagnola crearono nel febbraio 2002 un progetto parallelo: la Enciclopedia Libre. Quell'anno, più tardi, Wales annunciò che Wikipedia non avrebbe ospitato alcuna pubblicità promozionale e spostò il sito web al dominio di wikipedia.org.
Da allora, ragioni editoriali hanno determinato la nascita di altri progetti nati dalla separazione da Wikipedia, come Wikinfo, che abbandonò il punto di vista neutrale a favore di molteplici voci complementari ognuna delle quali, su un determinato argomento, espone un punto di vista solidale e firmato dai suoi utenti. Nel frattempo nacquero anche altre 65 edizioni di Wikipedia in altre lingue.

### La Wikimedia Foundation

Il logo della Wikimedia Foundation

Da Wikipedia e Nupedia fu creata, il 20 giugno 2003, la Wikimedia Foundation. Wikipedia e i progetti fratelli da allora operarono sostenuti da questa organizzazione non profit. Il primo progetto "fratello" di Wikipedia, In Memoriam: September 11 Wiki, è stato un memoriale degli attentati dell'11 settembre 2001. Apparvero poi:
- Wikizionario, un progetto per la creazione di un dizionario libero e gratuito (lanciato nel dicembre 2002);
- Wikiquote, una raccolta di citazioni (una settimana dopo il lancio di Wikimedia);
- Wikibooks, una raccolta di manualistica libera da copyright e riportata sul web in modo collaborativo (il mese successivo al lancio di Wikimedia).

Da allora Wikimedia ha iniziato una serie di altri progetti minori:
- Wikispecies, che si propone di catalogare tutte le specie del pianeta Terra;
- Commons, un collettore file multimediali utilizzabili in condivisione da tutti i progetti Wikimedia;
- Wikisource, una raccolta di documenti di pubblico dominio oppure rilasciati nei termini della GFDL;
- Wikinotizie, una fonte di notizie di attualità a contenuto libero;
- Wikiversità, progetto dedicato alle attività didattiche, contenente materiali per l'apprendimento;
- Wikivoyage, progetto dedicato alle creazione di una guida turistica mondiale aggiornabile e affidabile.
- Wikidata (dal 2012), concepito come supporto agli altri progetti di Wikimedia, con lo scopo di fornire un database consultabile e modificabile.

Planisfero con indicate in blu le regioni che hanno un local chapter della Wikimedia Foundation

A partire dal 2004 iniziò a costituirsi una rete di organismi su base nazionale collegati alla Wikimedia Foundation; i primi furono Wikimedia Deutschland (13 giugno 2004), Wikimedia France (23 ottobre 2004) e Wikimedia Italia (17 giugno 2005).

### Crescita di Wikipedia
Wikipedia ha tradizionalmente considerato il numero delle voci come un indice dello stato di avanzamento del progetto. Nei primi due anni cresceva alla velocità di poche centinaia o meno di nuove voci al giorno. La Wikipedia in inglese raggiunse il traguardo delle 100 000 voci il 22 gennaio 2003. Nel 2004 la crescita del numero di voci andava approssimativamente da 1 000 a 3 000 al giorno. Contando tutte le edizioni nelle diverse lingue, si raggiunsero 500 000 voci il 25 febbraio 2004. Wikipedia ha raggiunto la sua milionesima voce, considerando complessivamente le 105 edizioni in lingua, il 20 settembre 2004.
Da quando Wikipedia ha raggiunto un considerevole numero di voci, i mass media la citano sempre più spesso. È diventata un tipico fenomeno del Web 2.0 grazie anche alla sua particolarità di essere modificabile e aggiornabile da chiunque. Nel settembre 2007, la Wikipedia in inglese ha tagliato lo storico traguardo di 2 milioni di voci e quella in lingua italiana di 350 000. All'inizio del 2008, le varie edizioni di Wikipedia contavano complessivamente oltre 7 milioni e mezzo di voci; il 27 marzo dello stesso anno è stato raggiunto il traguardo dei 10 milioni di voci, che erano raddoppiate il 18 novembre 2011 e triplicate nel giro dei tre anni successivi, superando nel 2015 i 35 milioni di voci.
In Italia il fenomeno Wikipedia appare con discrezione ben presto sui grandi media, ma la sua popolarità è in crescita solo dal 2004, quando essa si impone al vasto pubblico innescando anche dibattiti sulla sua effettiva affidabilità. Sempre nel 2004 Umberto Eco pubblica un articolo su la Repubblica ampiamente basato su Wikipedia, la quale viene pienamente promossa dal noto semiologo. Lo stesso Eco, tuttavia, tornerà a parlare di Wikipedia con lo stesso tono, ma mettendone stavolta in luce anche i rischi.

## Cronologia
In questa sezione sono riportati, in sintesi, alcuni dei principali eventi che hanno caratterizzato Wikipedia, anno per anno. Per una cronologia più dettagliata, area per area, si vedano le successive sezioni.

### 2001
Nupedia ha già preso il via, esegue le normali operazioni di revisione ma già iniziano le prime discussioni. Jimbo Wales, con una prima collaborazione di Larry Sanger dà il via alla creazione del dominio di Wikipedia che viene formalmente lanciato il 13 gennaio 2001 alle ore 00:12 e 14 secondi (ora di Greenwich). Verso maggio arriva la prima flotta di utenti registrati e nel corso dell'anno si sviluppano le edizioni in francese, tedesco, inglese, catalano, spagnolo, svedese, portoghese e italiano.

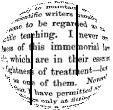
Logo di Wikipedia usato fino al tardo 2002

Wikipedia ha un logo completamente diverso (a fianco) e gli utenti iniziano a specializzarsi. I server iniziano a essere distribuiti e Nupedia convive assieme a Wikipedia. La prima relazione dei mezzi di Wikipedia da un giornale è stata effettuata da un quotidiano del Galles.

### 2002
A partire dal novembre 2002, si cambia logo, che durerà fino a fine 2003. Il 2002 vede l'uscita di scena di Larry Sanger e l'incorporazione delle voci di Nupedia in quelle di Wikipedia. Larry Sanger provoca la biforcazione della Wikipedia in Spagnolo per formare l'enciclopedia Libre, per paura della pubblicità. Jimmy Wales idea la Wikimedia Foundation e lancia il Wikizionario.
Si aggiungono edizioni di Wikipedia in altre 25 lingue, il software MediaWiki viene lanciato e potenziato (25 gennaio) e viene migliorata la grafica. Vengono introdotti gli amministratori.

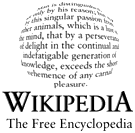
Il logo utilizzato dal tardo 2002 fino al 2003

### 2003
Viene introdotto TeX con il quale si aggiungono le formule matematiche e il linguaggio HTML diventa più semplice e accessibile a chiunque. La Wikipedia in lingua inglese passa a 100.050 voci, quella in tedesco a 12 000. La Wikimedia Foundation viene lanciata ufficialmente. Wikipedia adotta il logo utilizzato fino al 2010 e si iniziano a stabilire raduni e assemblee. Si inizia a creare un archivio di media che diventerà Commons.

### 2004
È il boom: Wikipedia raddoppia le dimensioni in un anno. Si iniziano a creare i progetti paralleli, migliaia di utenti vengono attirati e Wikipedia si potenzia. Vengono potenziati i server e se ne installano altri. Si verificano casi di blocco in Cina, Iran e Tunisia. Iniziano i primi vandalismi, ma Wikipedia potenzia i controlli e cresce sempre di più.
La Wikipedia in inglese raggiunge, a fine 2004, 500 000 voci, quella in tedesco 156 000 e pure la Wikipedia in italiano viene influenzata dal boom. Wikipedia raggiunge le 100 lingue.

### 2005
Vengono istituiti i portali, le discussioni e i progetti Wikimedia; nel primo trimestre si spendono fino a 100 000 dollari per gli aggiornamenti di sistema per gestire la crescente domanda di utenti e di qualità; Wikipedia diventa il più popolare sito web di riferimento su Internet secondo Hitwise. A ottobre la Cina blocca nuovamente Wikipedia. La Wikipedia inglese, infine, passa a 750 000 voci.
Avviene il cosiddetto scandalo Seigenthaler: il politico americano John Seigenthaler Sr. rinviene affermazioni calunniose all'interno della sua pagina biografica su Wikipedia, e decide di denunciare pubblicamente il fatto dalle colonne del quotidiano USA Today. L'enciclopedia, dopo questo, si migliora, si introducono le pagine semiprotette, il blocco a breve scadenza, nuovi template e il "cancella subito".

### 2006
Il 1º marzo 2006 Wikipedia in inglese supera 1 000 000 di voci.
Grazie ai miglioramenti, i vandalismi calano notevolmente e la crescita dell'enciclopedia varia dalle 3 000 alle 6 000 voci al giorno. Wikipedia in inglese raggiunge il milione e mezzo di voci e nella Wikimania del 2006 Jimbo Wales afferma sinteticamente che Wikipedia ha raggiunto il volume sufficiente di voci e di spessore e chiede forse un accento sulla qualità e sui mezzi.
Wikipedia è valutata come uno dei migliori marchi 2006 e viene spesso citata e usata da tutti, inclusi i mass media.
Wikipedia e Wikimedia Foundation sono ormai dei marchi privati. Jimbo Wales decide anche di vendere una selezione di contenuti di Wikipedia in inglese in un DVD, il cui prezzo sarà devoluto interamente alla Wikimedia Foundation, per migliorarne il contenuto.

### 2007
L'anno inizia all'insegna dell'ottimismo per Wikipedia, che continua sempre più a crescere. Il 13 agosto 2007, Wikipedia contava in totale 5 078 036 di utenti registrati, 1,74 miliardi di parole e 7,5 milioni di lemmi in 250 lingue. Il capodanno della Wikipedia in italiano è stato costellato dal raggiungimento (approssimato) delle 390 000 voci. Wikipedia viene posizionata tra i 10 siti più visitati al mondo e tra i 10 siti più attivi del mondo.
Wikipedia continua a essere citata dalla stampa, anche se si sono verificati fatti più o meno eclatanti in questo 2007. Si cerca, comunque, di dare una riforma al sistema di Wikipedia che permetta più sicurezza e infine nascono altre enciclopedie sul web sul modello di Wikipedia.
Nella Wikipedia in inglese nasce un caso, subito analizzato dai mass media, circa le dimissioni di un amministratore. L'avvenimento generò un ampio dibattito, la controversia Essjay, sull'affidabilità dell'enciclopedia e dei suoi utenti.
La Wikipedia in tedesco fu la prima ad introdurre un vaglio preventivo delle modifiche relative a biografie di personaggi viventi, prima della loro pubblicazione on line. Allo scopo furono creati due livelli di profilo utente, in cui 3.500 volontari erano impegnati a verificare le modifiche in relazione alle fonti citate e ad autorizzare la pubblicazione.
Nelle altre comunità sorsero obiezioni in merito alla fine del principio democratico nato con l'enciclopedia libera, alla presunta maggiore autorevolezza dei verificatori rispetto ad un utente medio, alla loro reale utilità nel prevenire errori, fake news o fenomeni di socketpuppet, oltre al rischio di una dilatazione dei tempi di aggiornamento medi delle voci, a detrimento della loro qualità e della tutela dell'immagine pubblica dei relativi soggetti.

### 2008
A gennaio, il Guinness dei primati inserisce Wikipedia come enciclopedia più grande del mondo.
Il 27 marzo Wikipedia con la voce hu:Nicholas Hilliard raggiunge il traguardo dei 10 milioni di voci (considerando tutte le sue oltre 250 edizioni in lingue diverse).
Il 3 ottobre Wikipedia in italiano raggiunge 500 000 voci.
Nel mese di settembre esordisce Deletionpedia, un archivio in sola lettura basato su Mediawiki e che incoraggia gli utenti a donare a mySociety o direttamente alla Wikimedia Foundation. Il sito conteneva 63.000 voci cancellate nell'ultimo anno per scarsa rilevanza enciclopedica, sospette violazioni di copyright ovvero per manipolazione dei contenuti per finalità politiche o tipo di economico. Il sito funzionava come wikimorgue raccogliendo le voci cancellate in modo semiautomatico.

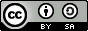
Il logo CC BY-SA

Negli anni successivi, l'archiviazione automatica è stata estesa alle traduzioni in francese, svedese e tedesco.

### 2009
Il 15 giugno, dopo una consultazione aperta a tutte le comunità dei progetti gestiti dalla Wikimedia Foundation, il Board of Trustees approva la risoluzione che (dal 15 giugno) aggiunge la licenza libera Creative Commons Attribution-ShareAlike (CC BY-SA) alla GNU Free Documentation License. Questo permette un più agevole interscambio di contenuti con le altre realtà della rete, grazie alla maggiore diffusione delle licenze CC.
Il 17 agosto Wikipedia in inglese, l'edizione maggiore, supera i 3 milioni di voci. Tra tutte le edizioni le voci sono circa 13 milioni.
Il 27 dicembre Wikipedia in tedesco supera 1 000 000 di voci.

### 2010
Il 24 marzo i server europei di Wikipedia sono andati offline a causa di un problema di surriscaldamento. Il meccanismo di failover non ha funzionato, causando un malfunzionamento globale dei DNS e rendendo irraggiungibile Wikimedia. Il problema è stato risolto in fretta ma, a causa degli effetti di caching dei DNS, alcune aree sono state più lente a riottenere l'accesso a Wikipedia.
Il 13 maggio è stata distribuita una nuova interfaccia (skin). Le nuove caratteristiche includono un logo aggiornato, nuovi strumenti di navigazione e una procedura guidata all'inserimento di collegamenti. L'interfaccia classica è rimasta disponibile per coloro che desiderano utilizzarla.
Il 24 settembre Wikipedia in francese supera 1 000 000 di voci.

### 2011
Il 15 gennaio si svolgono centinaia di celebrazioni in tutto il mondo per i festeggiamenti del decimo anniversario di Wikipedia. Il 16 marzo 2011 l'ex amministratore Michael Kühntopf, professore a Tubinga, lancia online jewiki.net, un frok della Wikipedia in tedesco dedicato specificamente al mondo ebraico.
In maggio Wikipedia in italiano supera le 800 000 voci, diventando la quarta per numero di voci.
Tra il 4 e il 6 ottobre 2011, la Wikipedia in italiano è stata resa intenzionalmente inaccessibile, in segno di protesta contro il DDL Intercettazioni, una proposta di legge del Parlamento Italiano. L'approvazione di questo disegno di legge avrebbe permesso a chiunque di obbligare un sito web alla rimozione di informazioni, reputandole non veritiere o offensive, senza dover portare prove a sostegno di tali accuse.
Il sito si impegna concretamente per la diffusione nel territorio indiano, e nel mese di novembre si tiene la prima conferenza in India, a Mumbai.
Il 18 novembre, Wikipedia è il sesto sito più popolare in tutto il mondo, per un totale di oltre 20 milioni di voci tra tutte le edizioni nelle diverse lingue. Secondo le stime, Wikipedia riceve più di 10 miliardi di visualizzazioni al mese, delle quali 2,7 miliardi dagli USA.
Il 17 dicembre 2011 Wikipedia in olandese supera 1 000 000 di voci.

### 2012
Il 16 gennaio il co-fondatore di Wikipedia, Jimmy Wales, annunciò che la Wikipedia in inglese sarebbe stata chiusa per 24 ore il 18 gennaio come parte di una protesta destinata a richiamare l'attenzione pubblica sulla proposta dello Stop Online Piracy Act e PROTECT IP Act, due leggi anti-pirateria in discussione nel Congresso degli Stati Uniti. Definendo il blackout una "decisione della comunità", Wales ed altri oppositori delle leggi ritenevano che esse avrebbero messo in pericolo la libertà di parola e l'innovazione online. Un simile blackout fu attuato il 10 luglio dalla Wikipedia in russo, in segno di protesta contro una proposta di legge russa sulla regolamentazione di internet.
Alla fine di marzo 2012 la Wikimedia Foundation annunciò Wikidata, una piattaforma universale per la condivisione di dati tra tutte le edizioni delle lingue di Wikipedia. Il progetto Wikidata, da 1,7 milioni di dollari, fu parzialmente finanziato da Google, dalla Gordon e Betty Moore Foundation e dall'Istituto Allen per l'Intelligenza Artificiale. Wikimedia Germania si è assunta la responsabilità della prima fase di Wikidata e inizialmente aveva previsto di rendere la piattaforma disponibile ai redattori entro dicembre 2012. La prima fase di Wikidata divenne pienamente operativa a marzo 2013.
Il 20 aprile 2012 l'utente Justin Knapp supera il milione di modifiche apportate individualmente all'enciclopedia: è il primo a riuscirci nella storia di Wikipedia. Jimmy Wales si congratula con Knapp per il suo lavoro, assegnandogli la medaglia del sito Special Barnstar e il premio Golden Wiki per i risultati raggiunti. Wales dichiara inoltre che il 20 aprile sarà il "Justin Knapp Day".
Il 13 luglio 2012 la Wikipedia in inglese ha ottenuto il suo quarto milionesimo articolo, Ezbet el-Borg (Izbat al-Burj). Nell'ottobre 2012 lo storico e redattore di Wikipedia Richard J. Jensen affermò che la Wikipedia in inglese era "in via di completamento", osservando che il numero di redattori regolarmente attivi era diminuito significativamente dal 2007, nonostante la rapida crescita di Wikipedia nel numero degli articoli e dei lettori.
Secondo Alexa Internet, Wikipedia è stato il sesto sito più popolare al mondo a partire da novembre 2012. Dow Jones ha classificato Wikipedia al quinto livello mondiale a partire da dicembre 2012.

### 2013
Durante l'anno varie edizioni superano il milione di voci: il 22 gennaio Wikipedia in italiano, l'11 maggio Wikipedia in russo, il 16 maggio Wikipedia in spagnolo, il 15 giugno Wikipedia in svedese, il 24 settembre Wikipedia in polacco: quest'ultima è la nona edizione a raggiungere tale traguardo.
Il 27 gennaio l'asteroide della fascia principale 274301 venne ribattezzato ufficialmente "Wikipedia" dalla commissione per la nomenclatura dei piccoli corpi celesti.
Nel marzo 2013 fu resa disponibile per tutte le lingue la prima fase del database Wikidata, che fornisce automaticamente i collegamenti tra le diverse edizioni linguistiche e altri dati.
Nell'aprile 2013 il servizio segreto francese fu accusato di censurare Wikipedia minacciando un volontario di Wikipedia di arresto fino a che una "informazione classificata" su una stazione radio militare non fosse stata cancellata.
In luglio venne lanciato il sistema di editazione VisualEditor, primo stadio del progetto per consentire la modifica delle voci con un'interfaccia simile a quella di un programma di videoscrittura invece del wikimarkup; venne inoltre lanciato un editor specificamente progettato per smartphone e altri dispositivi mobili.

### 2014

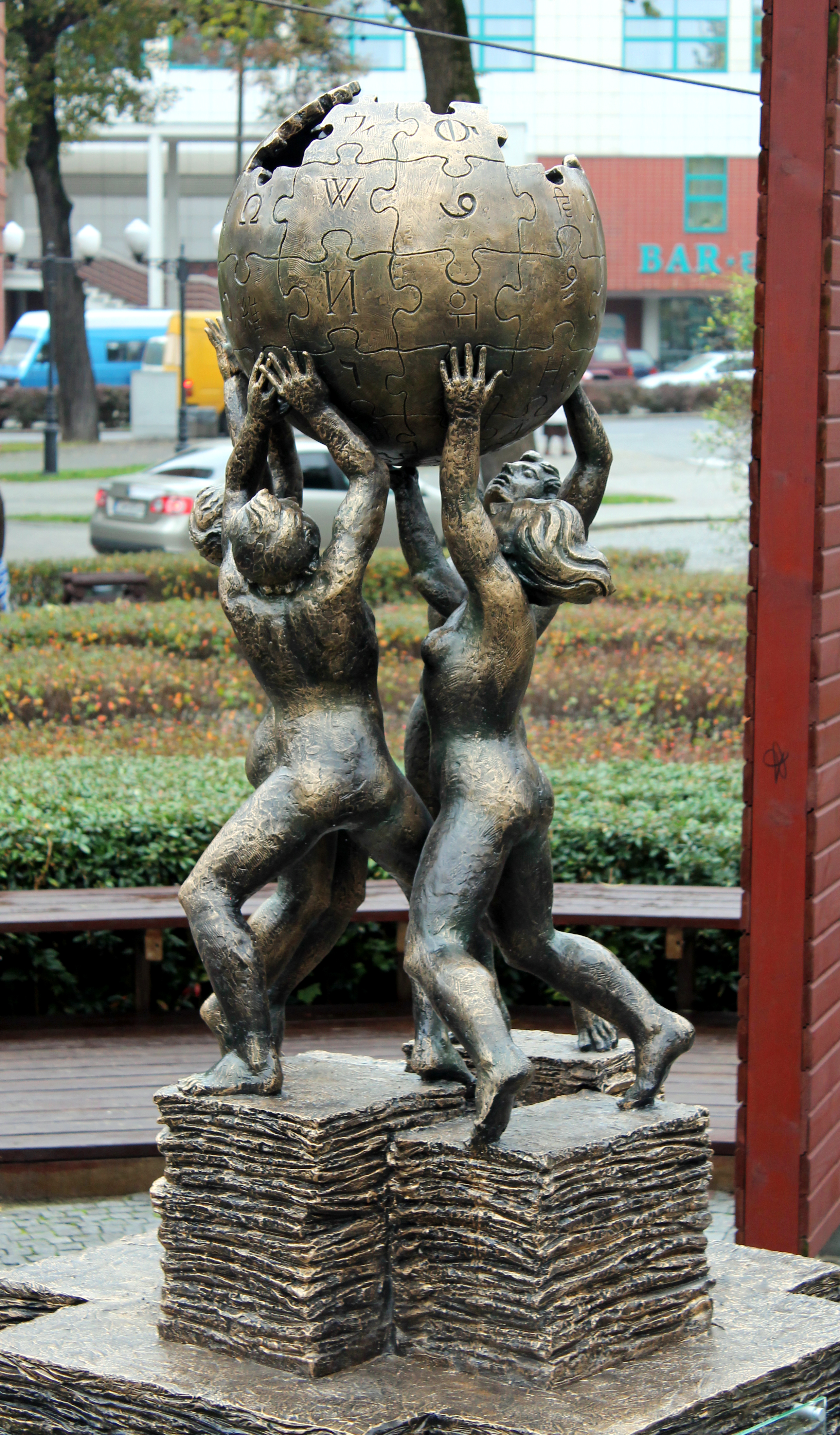
Il primo monumento a Wikipedia, scoperto a Słubice in Polonia nell'ottobre 2014.

Viene mostrata da contributori tedeschi di Wikipedia un'edizione stampata della Wikipedia in inglese, di mille volumi e oltre 1 100 000 pagine. Il progetto è stato finanziato in crowdfunding tramite Indiegogo ed era inteso a onorare i contributi degli utenti di Wikipedia.
Il 22 ottobre 2014 viene scoperto il primo monumento a Wikipedia nel comune polacco di Słubice.

### 2015
A metà del 2015 Wikipedia è al sesto posto tra i siti più popolari del web secondo Alexa Internet, ed è la più grande enciclopedia generalista online, con un totale combinato di oltre 35 milioni di voci in 291 edizioni linguistiche. In media, Wikipedia riceve un totale globale di 10 miliardi di pagine viste da circa 495 milioni di visitatori unici ogni mese, 85 milioni di visitatori nei soli Stati Uniti, dove è il sesto sito più popolare.

### 2017
Nel 2017 Wikipedia riceve il primo edit dallo spazio; lo invia l'astronauta Paolo Nespoli, in quel momento a bordo della Stazione spaziale internazionale per la missione VITA dell'Agenzia Spaziale Italiana; materialmente caricato da un collaboratore, è la registrazione su un file audio in formato aperto di una breve dichiarazione autobiografica in italiano e in inglese.

### 2018
Nel 2018 Wikipedia risulta essere il quinto sito più popolare del web secondo Alexa Internet. Dal 3 al 5 luglio 2018 Wikipedia in italiano è stata oscurata per protesta contro la legge UE sul copyright.

### 2019
Dall'aprile 2019, le autorità cinesi hanno bloccato tutte le edizioni di Wikipedia, estendendo il blocco che dal 2015 riguardava la sola versione in cinese. Il blocco si inserisce nel più ampio contesto di censura operato dalle autorità cinesi in vista del trentesimo anniversario della protesta di piazza Tienanmen.
Durante il primo fine settimana del settembre 2019, il sito è stato oggetto di un grave attacco di tipo DdoS, principalmente diretto contro le edizioni di Regno Unito, Francia, Germania e Italia. Per alcune ore, l'attacco ha bloccato a intermittenza Wikipedia in tutta Europa e nel Medio Oriente.

### 2020
Il 23 gennaio l'edizione di Wikipedia in inglese raggiunge le sei milioni di voci.
In ottobre la Cina ribadisce il suo divieto all'accettazione di Wikimedia Fundation entro il World Intellectual Property Organization, agenzia delle Nazioni Unite, in quanto i contenuti di Wikipedia non favorirebbero la politica di One China principle, ossia l'affermazione che Taiwan sia parte integrante del territorio cinese.

### 2022
Il Frankfurter Allgemeine Zeitung rivela che l'Ufficio Federale per la Sicurezza Informatica (BSI) ha effettuato 17 mila modifiche su Wikipedia relative a voci riguardanti questioni politiche, personalità e giornalisti.
In giugno un tribunale moscovita ha multato Wikimedia Foundation di 5 milioni di rubli (approssimativamente 88000$) avendo Wikipedia rifiutato di rimuovere le espressioni "Russian Invasion of Ukraine", "War Crimes during the Russian Invasion of Ukraine" e "Massacre in Bucha", che secondo il tribunale russo sono termini di disinformazione riguardo l'Invasione russa dell'Ucraina del 2022 che gli organi governativi russi chiamano "operazione militare speciale"; secondo il tribunale terminologie differenti mettono a rischio l'ordine pubblico.

### 2023
Nell'ottobre 2023 viene testata nella Wikipedia in inglese un'intelligenza artificiale generativa capace di verificare la corrispondenza fra testo e fonti citate, valutare il grado di affidabilità delle fonti e selezionarne di alternative dal web.

## Storia per area

### Hardware e software
- Il software MediaWiki è stato scritto originariamente per Wikipedia da Magnus Manske[82]. Wikipedia utilizzava inizialmente UseModWiki (noto anche come "Fase I") ed è passata alla nuova versione ("Fase II") il 25 gennaio 2002. Tale giorno è noto nella comunità di Wikipedia come "Il giorno di Magnus Manske"[83]. Nel maggio 2003 si è passati alla versione 1.3 e nel dicembre 2004 alla 1.4.
- Una successiva versione riscritta e migliorata del software Fase II fu un tempo nota come "Fase III". Gli venne poi dato il nome di software MediaWiki poiché era in grado di supportare non solo Wikipedia, ma anche ulteriori progetti Wikimedia; d'altra parte, si impose la necessità di un più significativo sistema di numerazione delle versioni, che dovevano essere anche potenziate. Il software fu chiamato MediaWiki come gioco di parole basato sul nome della Wikimedia Foundation, che come ben si sa è la fondazione madre di Wikipedia.
- L'attuale versione stabile di MediaWiki è la 1.11.0, pubblicata il 10 settembre 2007, capace di gestire molto velocemente tutti i progetti.
- Nel mese di ottobre 2002 nasce il primo bot, che fu usato per aggiornare automaticamente voci riguardanti gli Stati Uniti.
- Nel gennaio 2003 viene aggiunto il modulo TeX per facilitare la stesura di testi matematici o scientifici.
- Il 9 giugno 2003 viene messo in funzione il programma che recupera i contenuti precedentemente modificati (la cosiddetta funzione "cronologia", molto utile)
- Dopo il 6 dicembre 2003 vengono migliorati gli avvisi di sistema e rilasciato il software che permette agli amministratori la cancellazione di pagine e blocco immediato di utenti, che si iscrivono più sempre rapidamente grazie al nuovo hardware posizionato in Florida.
- Il 12 febbraio 2004 i server si spostano definitivamente da San Diego, California, a Tampa, in Florida.[84]

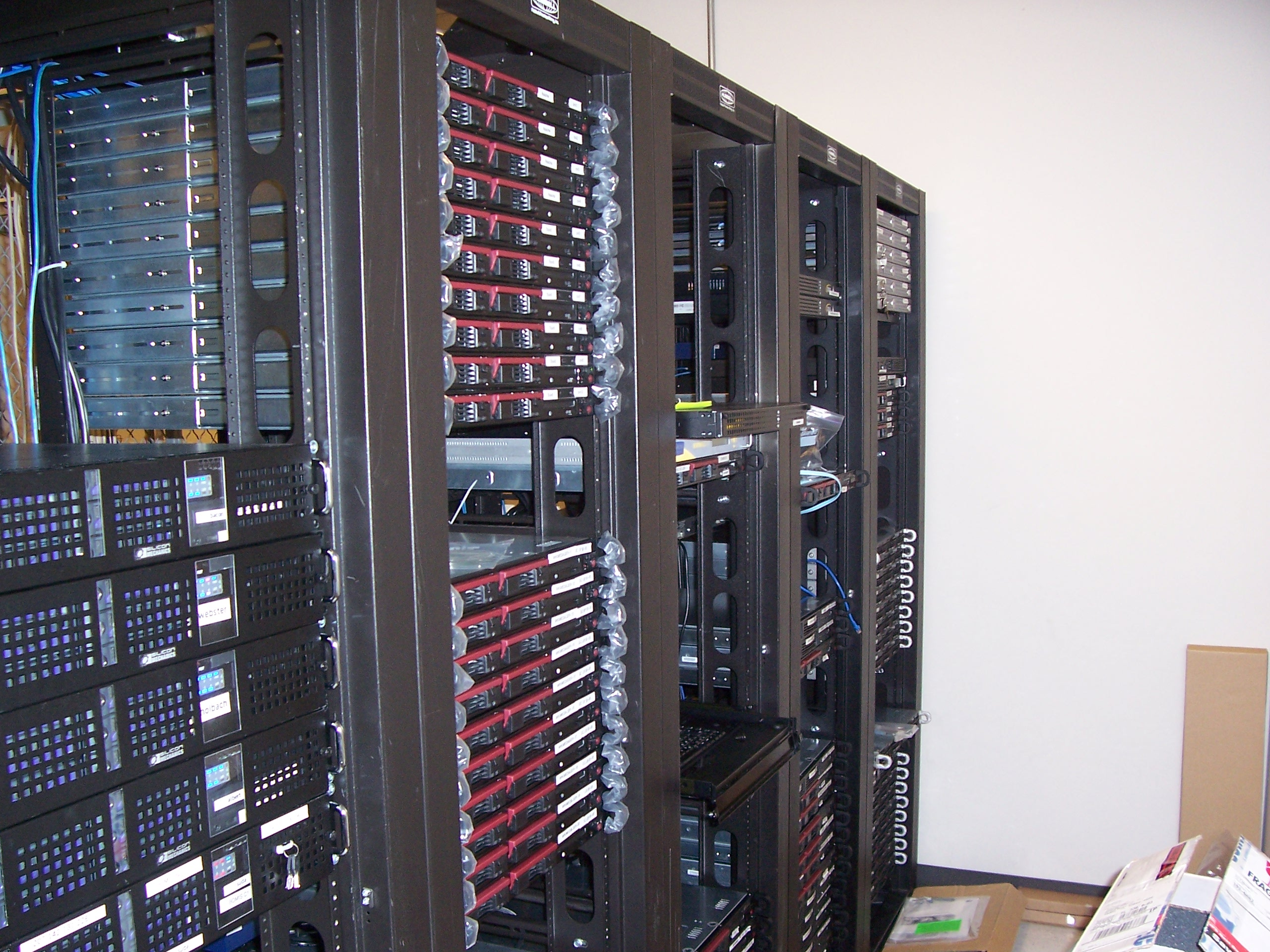
Server Wikimedia a Tampa, Florida

- Il 29 maggio 2004 tutti i vari progetti Wikimedia sono aggiornati ad una nuova versione del software MediaWiki.
- Il 30 maggio 2004 i primi casi di "categorizzazione" di voci. In seguito tutte (o quasi tutte) le voci vengono categorizzate e si introducono semplici funzioni per la categorizzazione automatica delle voci, opera che un mese dopo sarà possibile pure ai bot, già in corso.
- Dopo il 3 giugno 2004 gli amministratori sono in grado di modificare lo stile di interfaccia cambiando il CSS[85] nel foglio di stile a monobook.
- Dopo un po' di stanzialità, il 7 giugno 2005, alle 3:00 del mattino la maggior parte dei server Wikimedia vengono spostati in una nuova server farm.

### Il volto di Wikipedia
- Il 4 aprile 2002 sono stati attivati la vetrina e i diversi namespace.[senza fonte]
- Il 15 ottobre 2003 è stato installato l'attuale logo, frutto di una discussione e di una votazione.[86]
- Nel luglio 2006 è stata creata la penultima versione della pagina principale della Wikipedia in lingua italiana.
- La pagina principale attuale è online dal 22 gennaio 2011, a seguito del rinnovamento annuale.

### Strutture interne
- Nell'aprile 2001, un giornale locale del Galles cita esplicitamente il punto di vista neutrale di Wikipedia. Viene soppiantata la politica di Sanger per Nupedia, dando spazio al concetto di enciclopedia libera.
- Nel febbraio 2002, le preoccupazioni per il rischio futuro, gli attacchi pubblicitari e la commercializzazione della società Bomis ha condotto la maggior parte dei partecipanti alla Wikipedia in spagnolo ad uscire fuori scena e a formare la Enciclopedia Libre. Dopo il chiarimento di status di Wikipedia, non privato ma politico, tra il 2002 e il 2003, è avvenuta una parziale ri-fusione; a partire dal luglio 2007, le due enciclopedie convivono assieme, con le 36.700 voci dell'Enciclopedia Libre e le 248 000 voci della Wikipedia in lingua spagnola.
- Nel corso del 2002, le domande e i dibattiti sulla politica di operatività e sull'aspetto esterno sono sfociate nella creazione del Manuale di Stile, con un certo numero di altre linee guida per la modifica. Il Manuale di Stile rimane, del resto, come la stragrande maggioranza delle pagine di Wikipedia, aperto alle modifiche di tutti i wikipediani.
- Nel novembre 2002, sorge il progetto di una mailing list per la Wikipedia in inglese, che viene presto ampliato e diffuso a tutte le altre Wikipedia.
- Il 28 ottobre 2003 avviene il primo vero raduno di wikipediani, a Monaco di Baviera. Da quel giorno, molte città seguiranno l'esempio e si organizzeranno sempre più raduni in tutto il mondo.

### La Wikimedia e le strutture giuridiche
- Nell'agosto del 2002, Jimmy Wales ha annunciato che non avrebbe mai inserito inserzioni di natura commerciale e pubblicitaria su Wikipedia. L'URL di Wikipedia cambia da www.wikipedia.com a www.wikipedia.org.
- Il 20 giugno 2003 nasce ufficialmente la Wikimedia Foundation. Angela Beesley viene eletta al suo consiglio di fondazione. La Beesley rafforza la privacy all'interno dei progetti e attua provvedimenti contro la violazione del copyright.
- Il 10 gennaio 2004, Wikipedia diventa un marchio registrato della Wikimedia Foundation, insieme a tutti gli altri progetti collegati.
- Nel mese di luglio del 2004, la Beesley rassegna le dimissioni.

### Progetti
- Il 12 dicembre 2002, nasce il primo progetto parallelo a Wikipedia, il Wikizionario, con lo scopo di creare un dizionario multilingue a contenuto libero e gratuito e modificabile da chiunque.
- Il 20 giugno 2003, lo stesso giorno in cui la Wikimedia Foundation è creata, nasce Wikiquote.
- Il 20 luglio 2003 nasce Wikibooks.
- Il 24 novembre 2003 la Wikimedia Foundation lancia Wikisource.
- Nel 2004 nasce Wikispecies e il 7 settembre Wikimedia Commons.
- Nel 2005 nasce Wikinotizie.
- Il 15 agosto 2006 nasce Wikiversità.
- Wikivoyage, nato il 10 dicembre 2006, si unisce ai progetti Wikimedia nel 2012.
- Il 30 ottobre 2012 viene ufficialmente reso disponibile Wikidata.

### Finanziamenti e donazioni
- La prima raccolta di fondi si è svolta dal 18 febbraio 2005 al 1º marzo 2005, raccolta di 94 000 dollari, 21 000 dollari in più rispetto alle aspettative.[87]
- Il 6 gennaio 2006, un'altra campagna di donazioni da parte di piccole imprese è conclusa con la raccolta di poco più di 390 000 dollari.
- Nel giugno 2007 è stato annunciato che la Wikipedia in lingua tedesca riceverà finanziamenti statali.[88]

### Premi
Wikipedia ha vinto due premi importanti nel maggio 2004: il primo è stato un Golden Nica per le Comunità Digitali all'interno del Prix Ars Electronica di Linz in Austria, in cui annualmente sono consegnati premi nel campo dell'arte elettronica e interattiva, dell'animazione al computer, della cultura digitale e della musica. Questo premio fu accompagnato da un finanziamento di 10 000 euro e da un invito a presenziare al PAE Cyberarts Festival di quell'anno. Il secondo è stato un Webby Award (premio annuale per i migliori siti web) proposto dalla giuria per la categoria "Comunità". Wikipedia è anche stata nominata per il premio della categoria "Migliori attività". Nel settembre 2004 l'edizione giapponese di Wikipedia ha ottenuto un Premio per la Creazione Web dalla Associazione Inserzionisti del Giappone. Questo premio, normalmente consegnato a singole persone che si sono distinte per il loro contributo al web in giapponese, è stato ritirato da un collaboratore di lunga data, per conto del progetto.
Wikipedia ha ricevuto plausi da fonti giornalistiche quali BBC News, USA Today, The Economist, Newsweek, BusinessWeek, il Chicago Sun-Times, Time Magazine e Wired Magazine.

### Impatto esterno
- Nel 2007, Wikipedia e Commons sono ritenuti idonei a essere utilizzati come fonte utile di sapere per il Regno Unito.[senza fonte]
- Nel corso del tempo Wikipedia guadagna riconoscimenti tra gli altri mezzi di comunicazione tradizionali come "fonte" per diversi nuovi eventi quali: terremoto e maremoto dell'Oceano Indiano del 2004, le biografie complete dei candidati alle elezioni presidenziali degli Stati Uniti 2008 e il massacro dell'università del Virginia (2007). Per quest'ultima voce, in en.wikipedia, si accedette 375 000 volte al giorno, con l'aggiunta di frasi da parte di giornali noti come Wikipedia è diventata il mezzo di comunicazione aggiornato e adatto per ricevere notizie in merito.[89]
- Il 27 febbraio 2007, un articolo in The Harvard Crimson Newspaper riferisce che alcuni dei docenti presso l'Università di Harvard comprenderanno Wikipedia nei loro programmi di ricerca e di studio.
- Ad agosto del 2018, Google comunica il lancio degli snippet espandibili per la visualizzazione dei risultati[90] in lingua inglese[91], fatto per il quale alcuni esperti di SEO hanno stimato un importante calo di traffico per Wikipedia.[92] Per alcune voci di Wikipedia anche Bing mostra una visualizzazone tramite snippet, nella quale sono estratte le informazioni dei template e un'anteprima testuale per ognuna delle prime sei sezioni di primo livello.[93]

### Parodia di Wikipedia
Uncyclopedia, un sito wiki che costituisce la parodia di Wikipedia, è stata fondata il 5 gennaio 2005. Il 6 maggio 2005 Angela Beesley, vicepresidente di Wikia, ha annunciato che Wikia avrebbe ospitato Uncyclopedia e che la licenza del sito e il nome del dominio sarebbero rimasti uguali. Nel novembre del 2005 nacque invece la versione italiana di Uncyclopedia, ossia Nonciclopedia.
Il 10 luglio 2006 il creatore di Uncyclopedia Jonathan Huang trasferì la proprietà del dominio uncyclopedia.org a Wikia.
Uncyclopedia, in accordo alle linee guida di Wikia, è rilasciata nei termini della GNU Free Documentation License. Come gli altri siti di Wikia, il database completo è disponibile gratuitamente per il download.
Dall'aprile 2019 le wiki del progetto Uncyclopedia non sono più ospitate su Wikia.

### Pubblicazione in altri media

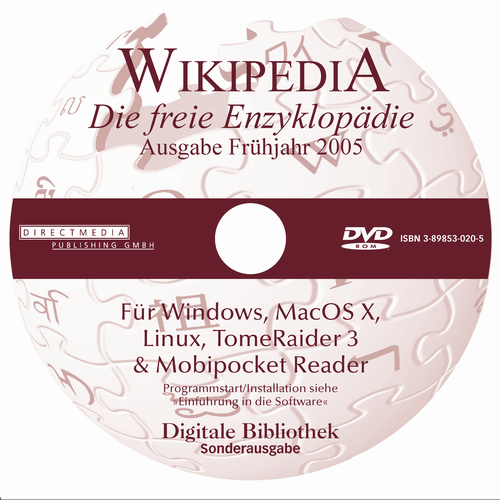
Il DVD della Wikipedia in lingua tedesca

Il contenuto di Wikipedia viene distribuito in diverse modalità. A parte la distribuzione nella sua forma originale online, attraverso i siti ufficiali o i molti mirror creati su altri server web, hanno ottenuto una certa popolarità anche le versioni stampate o pronte per la stampa di Wikipedia.
I cosiddetti WikiReader sono stati lanciati dalla Wikipedia in lingua tedesca nel tardo febbraio 2004 con il primo WikiReader sulla Svezia di Thomas Karcher. Hanno fatto seguito altri WikiReader preparati nel formato PDF o con le versioni stampate in preparazione per la vendita.
L'esempio tedesco è stato ripreso altrove, per cui sono nati altri progetti WikiReader a opera degli utenti cinesi, inglesi, francesi e polacchi.
Wikipress ha messo in vendita un libro in brossura dell'edizione 2005-2006 comprensivo di un DVD.
Sono stati resi disponibili anche CD e DVD di Wikipedia. Il progetto tedesco di Wikipedia è stato il primo a rilasciarne una versione su questi supporti nel 2004; attualmente è giunto alla seconda edizione.
A partire da settembre 2007 anche il progetto in lingua italiana di Wikipedia è stato pubblicato in una versione in DVD destinata alla grande distribuzione, diventando così il secondo progetto wikipediano ad avere un'edizione su tale supporto.
Un progetto di software libero è stato anche avviato per l'uso su iPod. Il Progetto Encyclopedia è stato iniziato intorno a marzo 2006 e può essere utilizzato da varie generazioni di iPod. Wikipedia è disponibile nei cellulari aventi internet dal 2006.

## Altri eventi di rilievo

### Censura di Wikipedia
Il blocco di Wikipedia da parte dei governi, impedendone la visione dei contenuti in una certa area geografica, è o è stata in atto, in diverse misure, in vari stati del mondo, tra i quali Cina, Francia, Iran, Russia, Arabia Saudita, Regno Unito, Uzbekistan e Turchia. In alcuni casi il fenomeno fa parte di una più ampia e generale censura di internet attuata nel Paese, in altri casi si tratta della censura mirata di alcuni e specifici contenuti dell'enciclopedia ritenuti offensivi.

### Pregiudizi di genere su Wikipedia
A partire dal 2010 alcune università hanno condotto ricerche su un eventuale gender gap presente nel progetto Wikipedia. I risultati di tali ricerche, che confermerebbero il pregiudizio di genere, hanno avuto eco sui mass media provocando un dibattito sull'eventuale fenomeno. La Wikimedia Foundation, che fa funzionare Wikipedia, ha accettato queste critiche e ha avviato dei tentativi, tuttora in corso, per aumentare l'editing femminile di Wikipedia.

## Storia nelle immagini

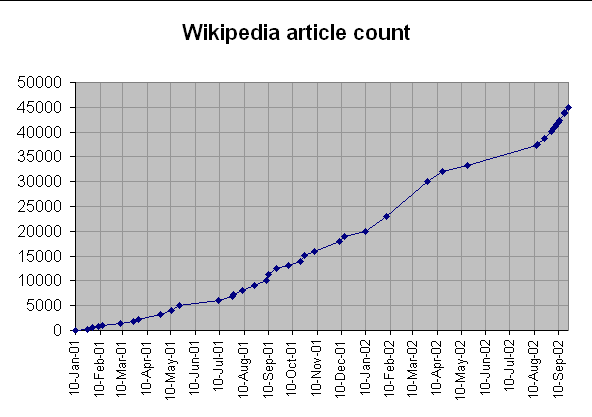
Crescita di tutte le Wikipedia nel 2002
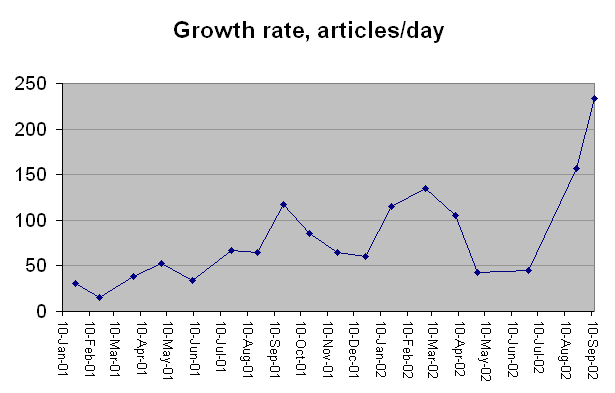
Idem a lato nel settembre 2002
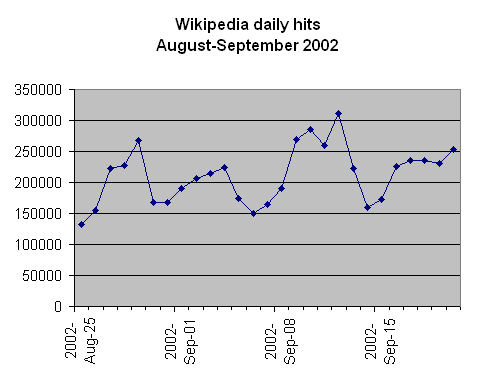
Traffico sempre nel settembre 2002
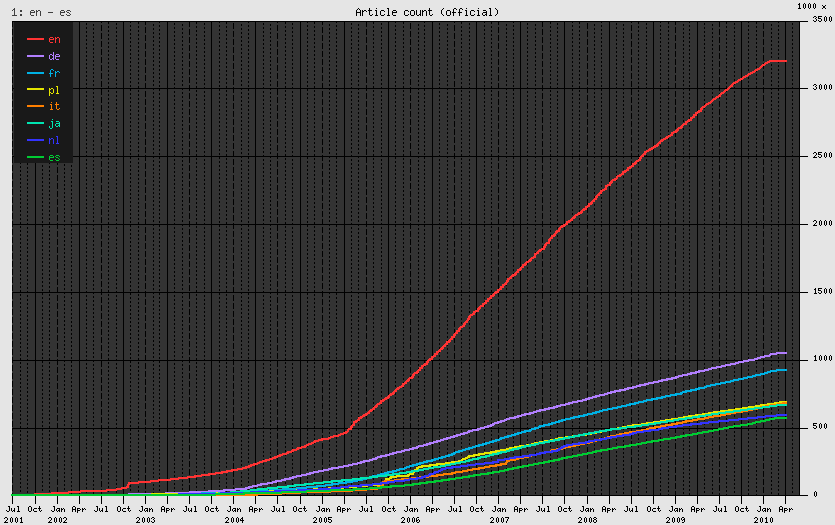
Crescita delle maggiori otto Wikipedia da luglio 2001
Il logo della Wikipedia in francese per festeggiare le 100 000 voci
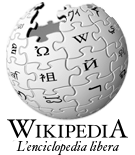
Il logo di Wikipedia attivo tra il 2003 e il 2010
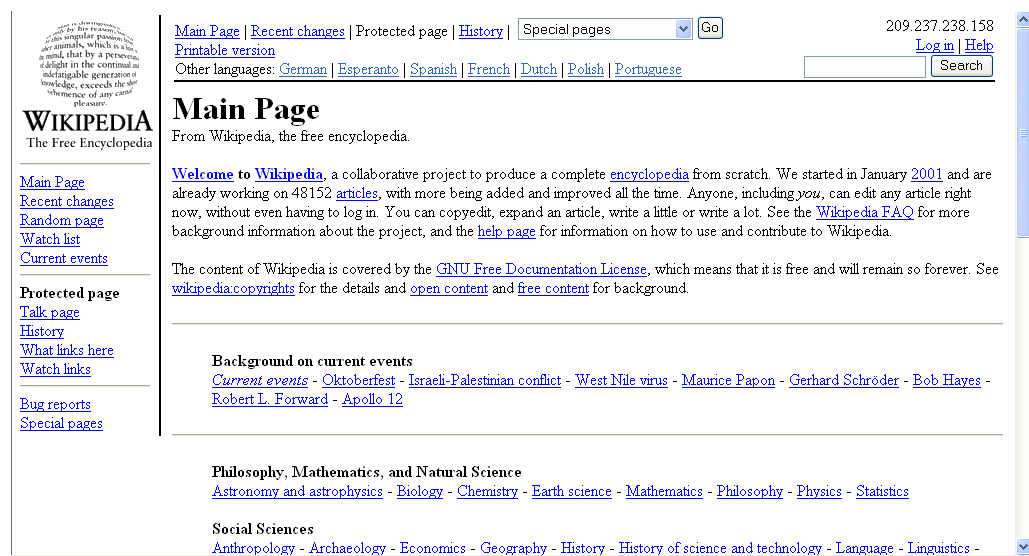
Versione di en.wiki del settembre 2002
L'attuale logo di Wikipedia, introdotto nel 2010